# 凤山镇 (通河县)
凤山镇是中国黑龙江省哈尔滨市通河县下辖的一个镇，位于小兴安岭南麓,，通河县北部。